# Stoffeler Friedhof

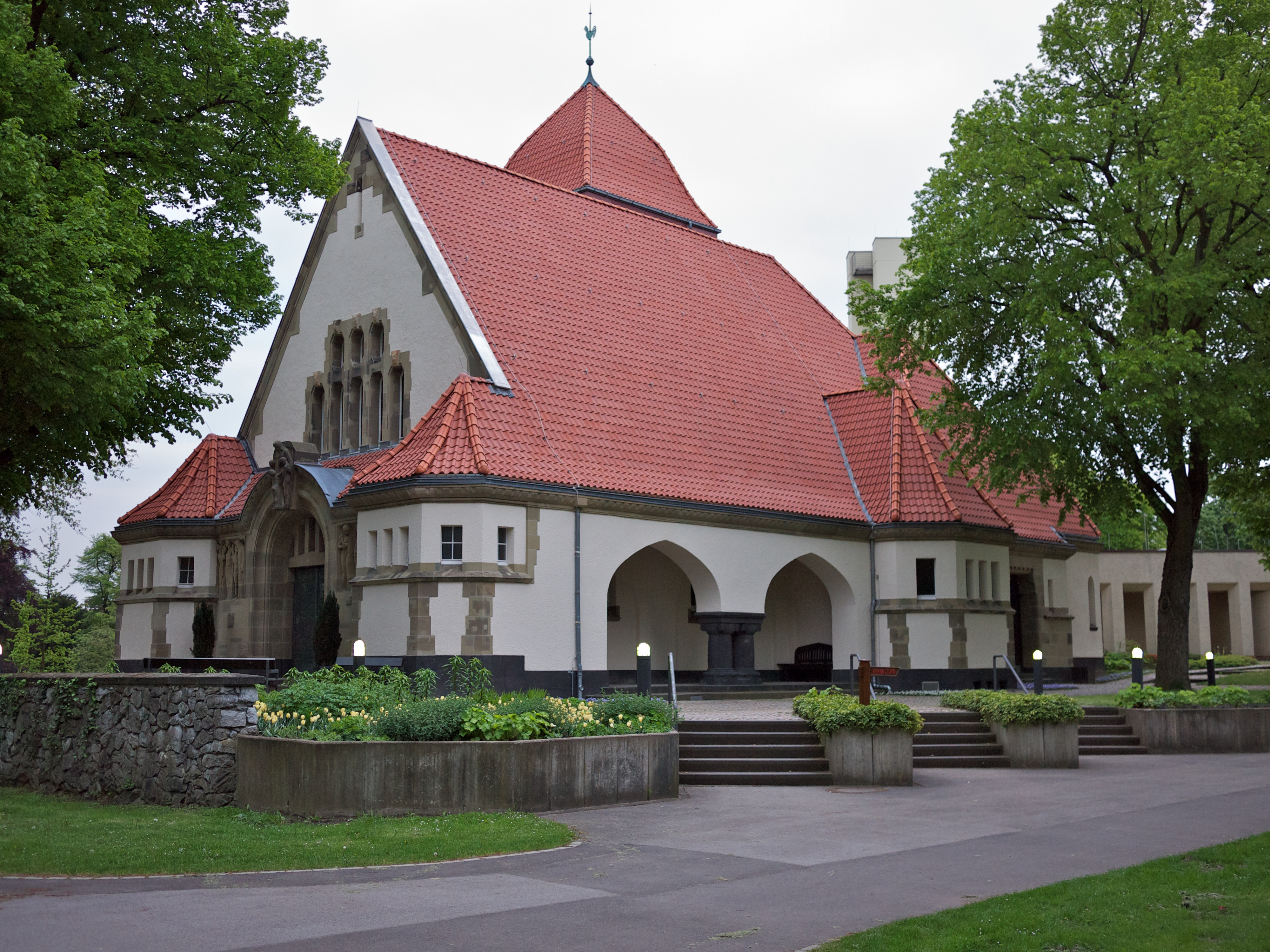
Kapelle

Der Stoffeler Friedhof ist ein Friedhof im alten Süden der nordrhein-westfälischen Landeshauptstadt Düsseldorf.
Er liegt im Stadtteil Oberbilk und hat eine Größe von 42 Hektar. Der Friedhof grenzt an den Südpark.

## Geschichte
Der Stoffeler Friedhof wurde ab 1876 geplant und 1879 eröffnet. Die Anlage folgte einer strikten Geometrie, die das Gelände in 12 Grabfelder aufteilte. Die erste Erweiterung des ursprünglich 17 Hektar großen Friedhofs wurde bereits 1894 vorgenommen; die Erweiterung hatte nun auch geschwungene Wege.
Eine Kapelle wurde 1910 nach Plänen des Architekten Johannes Radke errichtet. In ihr befindet sich eine Orgel von Romanus Seifert aus Kevelaer. Die Kapelle steht heute unter Denkmalschutz.
Während des Zweiten Weltkrieges – in den Jahren 1940 bis 1945 – fanden keine Bestattungen auf dem Stoffeler Friedhof statt. Es war geplant, den Friedhof mit dem Volksgarten zu einer Volkserholungsstätte umzugestalten. Nach 1945 wurde der Friedhof jedoch weiter genutzt.
Eine letzte Erweiterung erfolgte im Jahre 1975.

## Besondere Bestattungsformen
Auf dem Stoffeler Friedhof befindet sich auch das Krematorium der Stadt Düsseldorf. Daher ist der Anteil der Urnenbestattungen mit 70 % besonders hoch. Neben der klassischen Urnenbestattung gibt es auch die anonyme Urnenbestattung. Des Weiteren gibt es noch ein Aschestreufeld.

## Besondere Gräber und Gräberfelder

### Orthodoxes Grabfeld

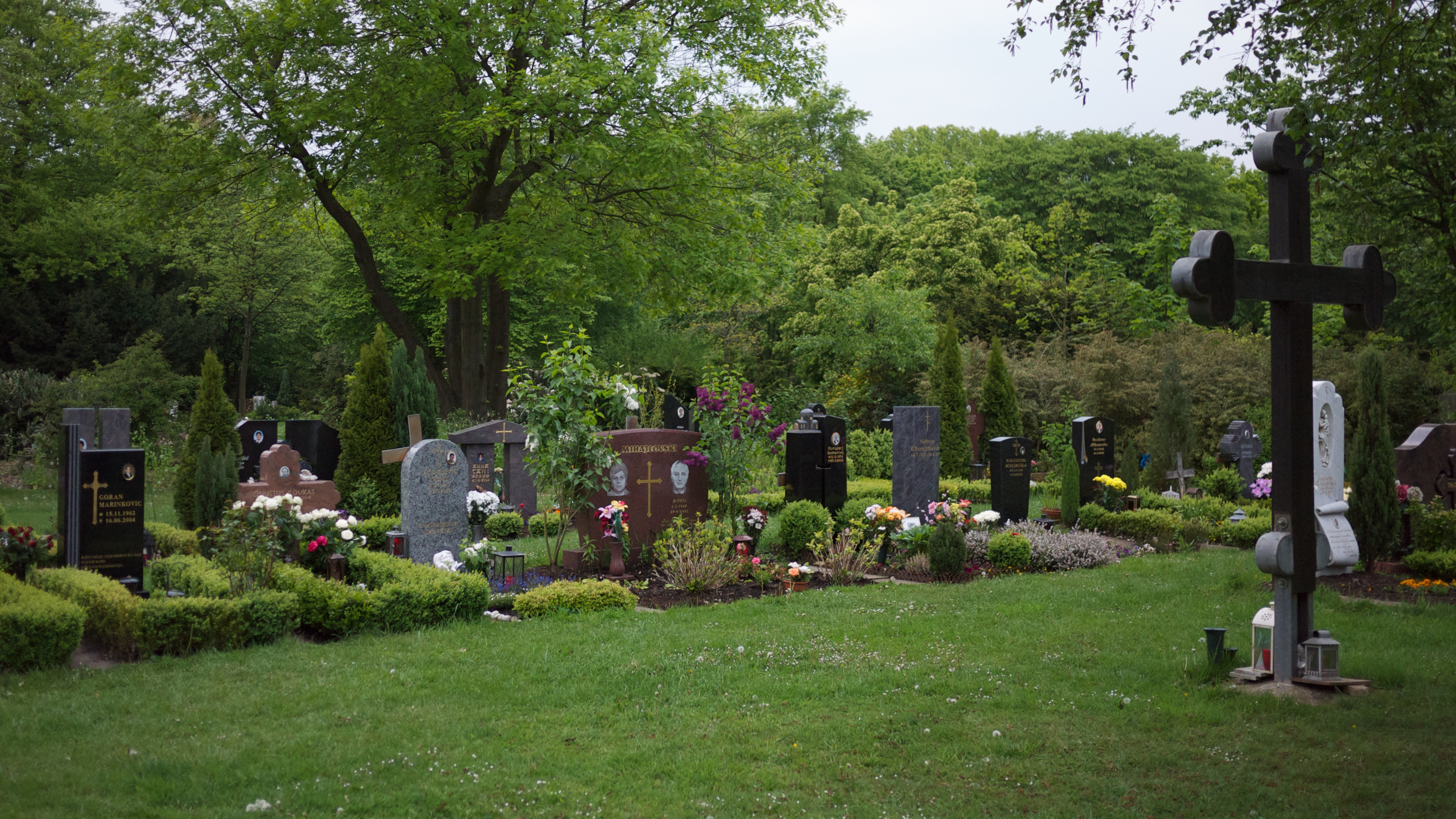
Orthodoxes Grabfeld

Das Orthodoxe Grabfeld wurde für Angehörige orthodox-christlicher Kirchen eingerichtet und mit einem großen, orthodoxen Holzkreuz markiert. Die erste Beisetzung auf diesem Feld erfolgte im Jahr 2002. Es gibt sowohl Reihen- als auch Wahlgrabstätten, Beisetzungen werden mit der Kommission der Orthodoxen Kirchen in Düsseldorf abgesprochen.

### Niederländisches Ehrenfeld

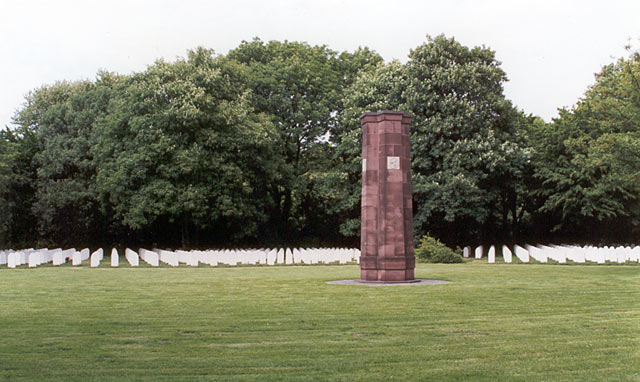
Gedenksäule für die 104.000 Niederländer, die in Konzentrationslagern ums Leben kamen

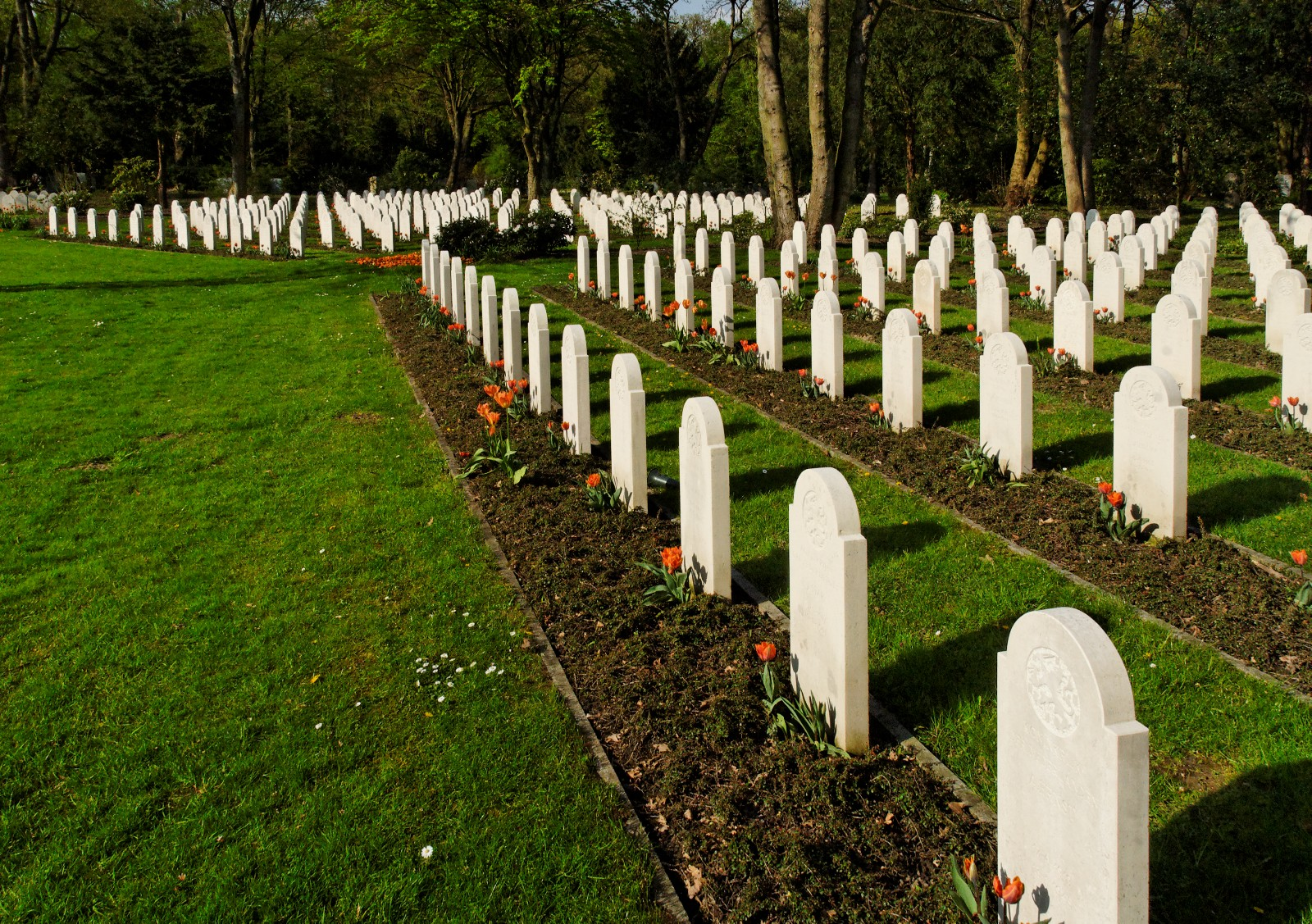
Niederländisches Ehrenfeld

Das niederländische Ehrenfeld wurde am 12. Juli 1956 eröffnet. Insgesamt 1230 Niederländern, die während des Zweiten Weltkrieges in der Gegend von Düsseldorf starben, sowie 483 weiteren niederländischen Kriegstoten, deren Gräber nicht bekannt sind, wird in der kleinen Halle auf dem Gelände auf Tafeln mit den eingravierten Namen gedacht. Zudem befindet sich eine Gedenksäule für die 104.000 in den Konzentrationslagern umgekommenen Niederländer auf dem Grabfeld. Die Einrichtung erfolgte durch die Stiftung Niederländische Kriegsgräberfürsorge.

### Ehrenfeld deutscher Kriegstoter
Ein Ehrenfeld für die 112 deutschen Kriegstoten befindet sich im ältesten Friedhofsteil.

### Ehrengräber
Auf dem Stoffelner Friedhof befinden sich folgende Ehrengräber:
- Bernhard Ernst Klein (1900–1964), Schreinermeister, Widerstandskämpfer gegen den Nationalsozialismus, Lage: Feld 35A, Nr. 107–108
- Josef Lauxtermann (1898–1972), Bäckermeister, Widerstandskämpfer gegen den Nationalsozialismus, Lage: Feld 17c, Nr. 20a
- Hans Luther (1879–1962), Jurist, Finanzpolitiker, Lage: Feld 15, Nr. 27942–27943
- Emma Burmann (1821–1902), Stifterin der Gangel-Burmann-Stiftung (Wohnungsstiftung für alleinstehende, gebildete Frauen in Düsseldorf), Feld 10, Nr. 2856